# 皇座法庭所屬分庭庭長
皇座法庭所屬分庭庭長（英語：President of the Queen's Bench Division）是英格蘭及威爾斯高等法院皇座法庭所屬分庭的司法首長。目前由Victoria Sharp擔任該職。
截至2005年前，英格蘭及威爾斯首席法官同時兼管所屬分庭庭長的職務，此前所屬分庭庭長的職位並不獨立存在。不過自2005年憲政改革法令生效後，庭長一職與首席法官權力分離，並由Igor Judge爵士擔任首任所屬分庭庭長。

## 歷任皇座法庭所屬分庭庭長
- 2005年10月3日：Igor Judge爵士[1]
- 2008年10月1日：Anthony May爵士[2]
- 2011年10月3日：John Thomas爵士[3]
- 2013年10月1日：Brian Leveson爵士[4]
- 2019年6月23日：Victoria Sharp女爵士[4]

## 皇座法庭所屬分庭副庭長
皇座法庭所屬分庭副庭長一職在1997年正式設立，是早於所屬分庭庭長而獨立存在。1988年，英格蘭及威爾斯首席法官Geoffrey Lane勳爵安排英格蘭及威爾斯上訴法院法官Tasker Watkins爵士擔任暫委首席法官，以暫代Lane勳爵執行職務。1992年4月27日，Taylor of Gosford勳爵接任首席法官一職，此時Watkins爵士仍然留任為暫委首席法官。1993年，Watkins爵士退休，Taylor勳爵希望起用上訴法院法官Paul Kennedy爵士接管皇座法庭所屬分庭。其後Bingham of Cornhill勳爵在1996年繼任為首席法官，他和大法官Mackay of Clashfern勳爵正式共同決定起用Kennedy爵士擔任皇座法庭所屬分庭副庭長，並同意要確立副庭長的法定地位。Bingham勳爵於1997年正式任命Kennedy爵士，之後一任的大法官Irvine of Lairg勳爵在1999年透過1999年司法公正法令（Access to Justice Act 1999）確立副庭長法定地位。
- 1997年：Paul Kennedy爵士[7]
- 2002年2月：Anthony May爵士[8][9]
- 2008年10月：John Thomas爵士[10]
- 2011年10月3日：Heather Hallett女爵士[11]
- 2014年3月4日：Nigel Davis爵士[12]
- 2016年1月1日：Victoria Sharp女爵士

## 外部連結
- Judicial Profiles - The President of the Queen's Bench Division